# Governatorato di Betlemme
Il governatorato di Betlemme (644 km²) è uno dei sedici governatorati dello Stato di Palestina, in Cisgiordania. Il capoluogo è la città di Betlemme.

## Politica
Il Governatorato di Betlemme è a maggioranza cristiana.
Il capoluogo è la città natale di Gesù Cristo.

## Geografia antropica

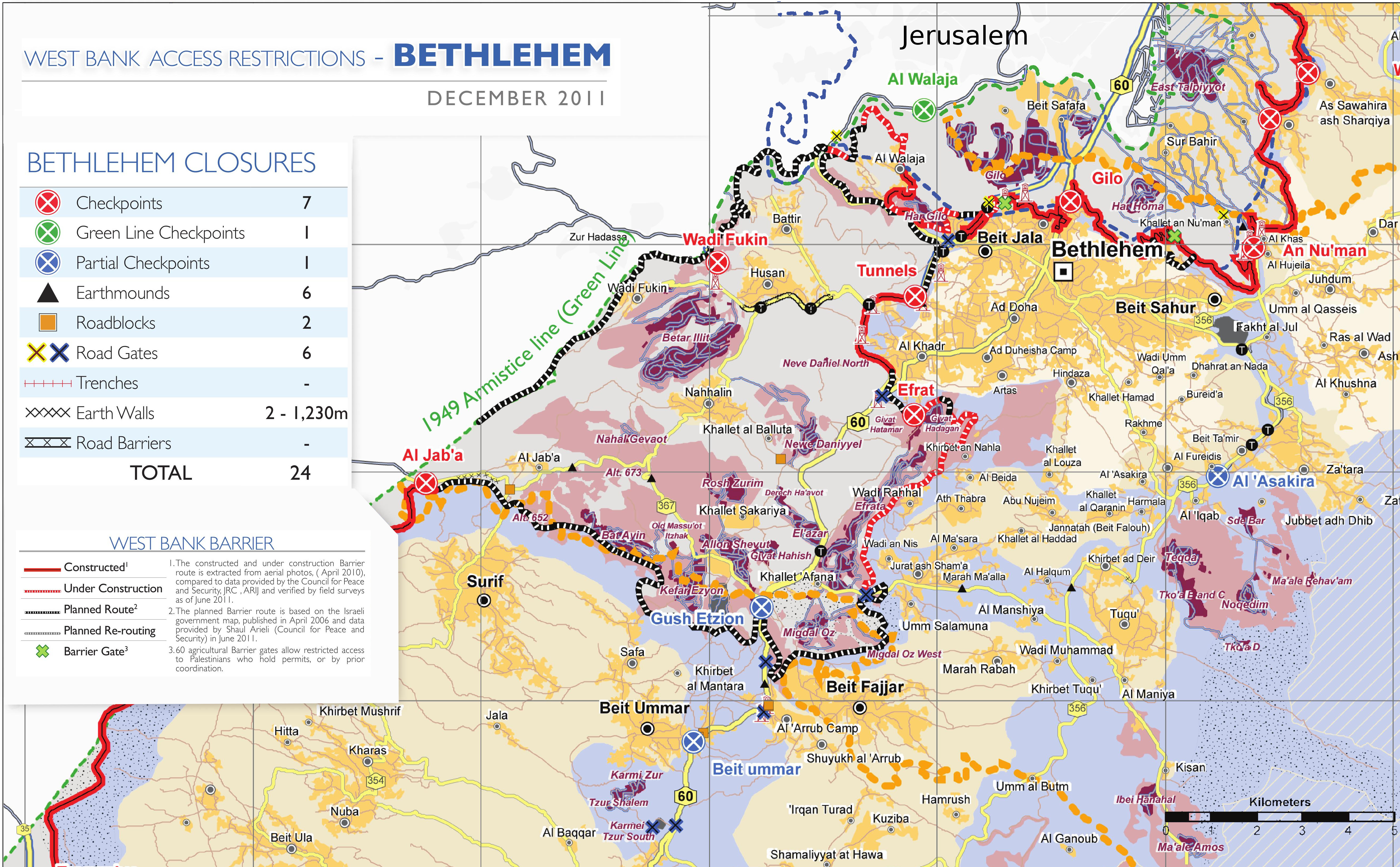
Bethlehem Governorate with the Separation Barrier

### Municipalità
- Battir
- Beit Fajjar
- Beit Jala
- Beit Sahour
- Betlemme
- al-Dawha
- Husan
- al-Khader
- Nahalin
- Tuqu'
- al-Ubeidiya
- Za'atara

### Consigli di villaggio
- 'Arab al-Rashayida
- Artas
- al-Asakra
- Beit Ta'mir
- Dar Salah
- Hindaza
- al 'Iqab
- Juhdum
- Jurat ash Sham'a

- Khirbet al-Deir
- Marah Rabah
- Rakhme
- Umm Salamuna
- ash Shawawra
- Wadi al-Arayis
- Wadi Fukin
- al-Walaja

### Campi profughi
- Aida
- 'Azza
- Dheisheh